# Ruth Sheen
Pour les articles homonymes, voir Sheen.
Ruth Sheen est une actrice britannique née en 1952 à Londres.

## Filmographie
- 1987 : La Petite Dorrit : Dame de la société
- 1988 : High Hopes : Shirley
- 1988 : King & Castle : Réceptionniste (1 épisode)
- 1989 : The Angry Earth : Infirmière Berry
- 1989 : La Brigade du courage : La mère de Danny (1 épisode)
- 1990 : Making Out : Delia (1 épisode)
- 1990-1991 : 24 Heures pour survivre : Karen / Helen Baldwin (2 épisodes)
- 1992 : Ghostwatch : Emma Stableford (téléfilm)
- 1992 : Casualty : Barbara George (1 épisode)
- 1992 : Le manoir du secret : Médecin légiste (mini-série)
- 1992 : Downtown Lagos : La dame gâteau au chocolat (mini-série)
- 1993 : When Pigs Fly : Marge
- 1994 : Screen Two : Viv Hastings (1 épisode)
- 1995 : Le Manuel d'un jeune empoisonneur : Molly
- 1995 : Cracker : Jean McIlvanney (1 épisode)
- 1995 : Médecins de l'ordinaire : Pauline Wadham (1 épisode)
- 1995-1998 : Bramwell : Infirmière Ethel Carr (27 épisodes)
- 1996 : Secrets et Mensonges : La femme qui rit
- 1996 : Different for Girls : La voisine fouineuse
- 1997 : Holding On : Alice (mini-série)
- 1997 : The History of Tom Jones, a Foundling : Madame Harris (mini-série)
- 1998 : Berkeley Square : Nanny Simmons (mini-série)
- 1998-2004 : The Bill : Différents personnages (6 épisodes)
- 1999 : Virtual Sexuality : Jackie Lovett
- 1999 : Bait : La femme du café (court-métrage)
- 2000 : Never Never : Sandra (téléfilm)
- 2000 : Don Quixote : Première Wench (téléfilm)
- 2000 : Lorna Doone : Betty Muxworthy (téléfilm)
- 2001 : The Infinite Worlds of H.G. Wells : Madame MacMananan (mini-série)
- 2002 : All or Nothing : Maureen
- 2002 : Plain Jane : May (téléfilm)
- 2002 : White Teeth : Maureen (mini-série)
- 2003 : Cheeky : Tamara
- 2004 : Vera Drake : Lily
- 2004 : Vanity Fair : La Foire aux vanités : Miss Pinkerton
- 2004 : Miss Marple : Miss Tarrant (1 épisode)
- 2005 : Imagine Me and You : Miss Webster
- 2005 : Doc Martin : Maureen (1 épisode)
- 2005 : The English Harem : Emily (téléfilm)
- 2005 : Footprints in the Snow : Madame Victualler (téléfilm)
- 2005 : Twenty Thousand Streets Under the Sky : Tante Winnie (mini-série)
- 2006 : Vital Signs : Val (4 épisodes)
- 2007 : Hush Your Mouth : Miss Collins
- 2007 : Cours toujours Dennis : Claudine
- 2007 : The Curry Club : Audrey (court-métrage)
- 2007 : Coming Up : Jane (1 épisode)
- 2007 : A Class Apart : Ruth (téléfilm)
- 2007 : Fanny Hill : Miss Jones (téléfilm)
- 2009 : Heartless : Marion Morgan
- 2009 : Brave Young Men : Stephanie Malloy (téléfilm)
- 2010 : Another Year : Gerri
- 2010 : Mulligatawny : Maggie (court-métrage)
- 2010 : The Hardest Part : La dame du bus (court-métrage)
- 2010 : Affaires non classées : Esther Carey (2 épisodes)

- 2013 : Hercule Poirot (TV) ép. Une mémoire d'éléphant (S 13 ép 1) : la vendeuse de perruques
- 2014 : Mr. Turner de Mike Leigh : Sarah Danby
- 2015 : Unforgotten : Le passé déterré (TV) de Andy Wilson (Séries 1) :  Lizzie Wilton
- 2016 : Un chat pour la vie (A Street Cat Named Bob) de Roger Spottiswoode : Elsie
- 2022 : Cyrano de Joe Wright : Mère Marthe
- 2024 : Touch - Nos étreintes passées : Mrs. Ellis

## Voix françaises
- Isabelle Leprince dans Cours toujours Dennis (2007)
- Michèle Simonnet dans Another Year (2010)
- Martine Meirhaeghe (*1949 - 2016) dans Inspecteur Barnaby (2016) (saison 18, épisode 5)
- Frédérique Cantrel dans Cyrano (2022)

## Distinctions
- Prix du cinéma européen de la meilleure actrice pour High Hopes